# XVI. Gergely pápa
XVI. Gergely pápa, eredeti nevén Bartolomeo Alberto (Mauro) Cappellari (Belluno, 1765. szeptember 18. – Róma, 1846. június 1.) 1831 – 1846 között római pápa.
Konzervatív beállítottságú lévén ellenezte a demokratikus és modernizáló reformokat, azokat a liberalizmus és a laicizmus (elvilágiasodás) álcájának tekintve. Ezekkel az irányzatokkal szemben a pápaság vallási és politikai tekintélyének megerősítésére törekedett (ultramontanizmus). A Mirari vos  kezdetű enciklikájában „hamisnak és abszurdnak, vagy inkább őrültségnek” nyilvánította, hogy „mindenkinek biztosítani és garantálni kell a lelkiismereti szabadságot”. A véleményszabadságot szintén „veszedelmes tévedésnek” tartotta.

## Élete a pápaság előtt
1765. szeptember 18-án született Bellunóban Giovanni Battista Cappellari jogtudós és a nemesi származású Giulia Cesa-Pagani fiaként. Huszonkét évesen belépett a muranói San Michele kamalduli kolostorba, Mauro szerzetesi néven. 1786-ban szerzetesi fogadalmat tett, 1787-ben pappá szentelték. A rend generális prokurátorának asszisztenseként 1795-ben Rómába küldték, ahol alkalma volt megismertetnie magát mint kiváló tudóst, az eszméit nyíltan kifejtő  Il Trionfo della Santa Sede... című műve 1799-es kiadásával. Ebben kitartott a szigorú katolikus tanok mellett a febronianizmussal és a jozefinizmussal szemben. A későbbiekben rendje apáti, főgondnoki és főhelynöki tisztséggel látta el. VII. Piusz pápa kinevezte a Különleges ügyek és az Inkvizíció Kongregációja konzulátorává, majd még később a püspökök vizsgáztatójává, valamint az egyetemek felülvizsgálatát végző pápai megbízottjává. XII. Leó pápa 1826-ban a Szent Kallixtusz-címtemplom bíborosává nevezte ki és megbízta a Hitterjesztési Kongregáció prefektusi tisztségével.
XVI. Gergelyt nagy határozatlanság után választották pápává. Végül a 45 bíborosból 32 szavazott Bartolomeo Alberto Cappellari bíborosra. Megkoronázása előtt azonban még püspökké kellett szentelni... A Gergely nevet vette fel, napjainkig ő az utolsó, a XVI. ezen a néven.

## Pápasága
Mint pápa a hitbuzgó konzervatív bíborosoknak és Metternich hercegnek, a Habsburgok kancellárjának a választottja volt, akik olyan abszolutista pápát szerettek volna, aki nem ad utat a kor politikai őrültségeinek. XVI. Gergely pontosan ilyen pápa lett. Elutasított minden, az egyházat megújító, megerősítő, az új kor eszméit tükröző mozgalmat. Az 1832-es A Mirari vos kezdetű enciklikában „őrült eszmének” mondta ki, hogy mindenkinek biztosítani kellene a lelkiismereti szabadságot, a sajtó-, a gyülekezési és az oktatási szabadságot az „eretnekség szennycsatornáinak” nevezte.
Üldözte a katolikus hit ellenségeit, köztük főleg a szabadgondolkodókat és a szabadkőműveseket.
Az egyházat tökéletesnek tartotta, ellensége volt minden új dolognak, a karbonárik forradalmi mozgalmától a vasutak építéséig. 1831-ben betiltotta a pápai állam területén a gázlámpás közvilágítást és a vasutat, mivel mindkettőt Sátán útjának tartotta.
Később, az állami gázlámpaprogram azonban még XVI. Gergely pápasága idején elindult. Az első három kísérleti köztéri gázlámpát a római Szent Márk téren hozták létre 1845-ben. Az első folyami gőzhajókat 1842-ben állították szolgálatba.

### Belpolitikája

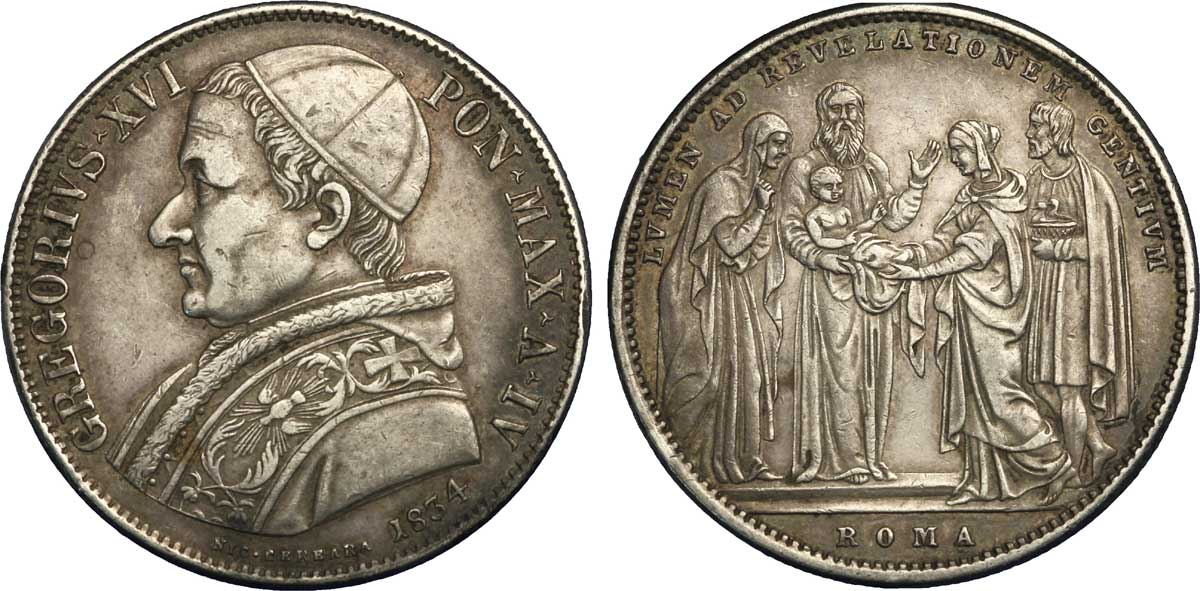

1831. február 4-én a pápai államot forradalom rázta meg, melyet – megfelelő katonai erő híján – Ausztria „bejövetelével” tudott csak megfékezni. A további megmozdulások miatt Ausztria mellett Franciaország csapatai is bevonultak és 1838-ig a pápai állam területén állomásoztak.
Politikájában készséggel támogatta Luigi Lambruschini bíboros, akit a pápa 1836-ban államtitkárának nevezte ki. Megtiltotta a vasútépítést a pápai állam területén, valamint a katolikusok számára a tudományos konferenciákon való részvételt. Igaz, ez utóbbiak igen gyakran Giuseppe Mazzini mozgalmának politikai propagandaszíntereiként működtek.
A pápai államban költséges zsoldos csapatok felállításával próbálták megerősíteni az elnyomó rendszert.

### Külpolitikája
A pápaság külpolitikáját a korszakban a békés megoldások jellemezték, mivel a zömmel konzervatív kormányzatokkal Gergely pápasága jó kapcsolatokat ápolt.

### Egyházpolitikája
Jóllehet, a teológia pápasága alatt kezdett szakítani a skolasztika sémáival és szembesült a modern filozófia eszméivel, mégis annak több katolikus képviselőjével szakított. Felicité Lamennais L’Avenir (A jövő) című lapjában a katolikusok és a demokraták szövetségét sürgette, és a vélemény- és sajtószabadság alapjára helyezkedett. Fellépése az új katolikus közéleti felfogást jelentette. XVI. Gergely a Singulari nos enciklikában (1834) elítélte tanait. 
Így járt Georg Hermes is aki a kanti kritika talaján állva vetette el a természetfeletti racionális megközelíthetőségét. Louis Eugène Marie Bautain viszont tanai visszavonására kényszerült.
Az 1830-as évek hozták az eredetileg az anglikán egyház megújítására törekvő Oxford-mozgalom kibontakozását, amelynek legjelentősebb tagjai – köztük John Henry Newman (1801–1890), a kiváló teológus – katolizáltak, ami az angliai katolicizmus látványos újjáéledésére vezetett.

#### Hittérítő tevékenysége
Az egyház történetében ő az egyik legnagyobb missziós pápa. XVI. Gergely megerősítette a tengerentúli, afrikai, ázsiai misszionárius tevékenységet. Közel kétszáz missziós püspököt nevezett ki. 1839. december 3-ai levelében elítélte a rabszolgaságot és a rabszolga kereskedelmet, 1845-ös institúciójában pedig a helyi papság kinevelését és a helyi hierarchia kialakítását tűzte ki célul.
A missziós munkában fontos szerepet szánt az apostoli helynökségeknek. Ezeket egyes szerzetesrendekre, egyházi közösségekre bízta, így a missziós munkát az egész közösség összehangolt ügyévé tette.

### Kultúrpolitikája
Sokat köszönhettek neki a római régészeti kutatások és múzeumok. A Vatikáni Múzeumokban etruszk és egyiptomi múzeumokat alapított. Elindította a leégett falakon kívüli Szent Pál-bazilika újjáépítését. Ő nevezte ki bíborossá Giuseppe Gasparo Mezzofantit (1774–1849), a nagy nyelvtehetséget, aki tizenkét nyelven – köztük magyarul – beszélt.

## Művei
- Il Trionfo della Santa Sede e della Chiesa contro gli assalti dei novatori, combattuti e respinti con le loro stesse armi.(A Szentszék és az Egyház győzelme az újítók fölött, akiket saját fegyvereikkel győzött le és szorított vissza)
- Dizionario di erudizione storico-ecclesiastica (Történelmi-egyházi műveltségi szótár) (Gaetano Moronival együtt)
- Documenta Catholica Omnia (latin nyelven). Cooperatorum Veritatis Societas. (Hozzáférés: 2011. december 6.)